# Emilio Greco
Emilio Greco (Catane, 11 octobre 1913 - Rome, 5 avril 1995) est un sculpteur et médailleur italien contemporain. Un musée lui est consacré à Orvieto, en Italie.

## Biographie
Emilio Greco a acquis une très grande popularité par son monument à Pinocchio, Pinocchio e la Fata (1956), à Collodi.

## Lieux exposant ses œuvres
- En 1974, le musée en plein air ouvert de Hakone au Japon lui a consacré une zone permanente appelée Grec Garden.
- Le musée de l'Ermitage de Saint-Pétersbourg et le musée Pouchkine de Moscou lui ont consacré une salle permanente pour les sculptures et les œuvres graphiques.
- À Catane, le Museo Emilio Greco : une collection de nombreuses lithographies et d'eaux-fortes.
- Musée Emilio Greco, dans l'ancien Palazzo Soliano d'Orvieto :  32 sculptures en bronze, 60 œuvres graphiques, des lithographies et des eaux-fortes.
- Musée du Palazzo comunale de Sabaudia.
- Galerie d'Art moderne de Palerme
- Expositions temporaires à la citadelle de Saint-Tropez

## Œuvres
- Illustration de  La Sicilia, il suo cuore de Leonardo Sciascia
- Illustration dans Laura de Pétrarque par F.Ulivi (1974)
- Dormitio Virginis, bas-relief, Sala della Cintola au  Museo dell'Opera del Duomo (es) de Prato, après le vol de l'exemplaire original
- Portraits de jeunes filles
- Pinocchio et la Fée (1956), au Parco di Pinocchio à Collodi
- Le cycle des Grandes Baigneuses (1957) éléments répartis entre le  Museo all'aperto, Cosenza, la Villa Cerami de Catane, au jardin du Musée Sablon de Bruxelles, etc.
- Fontaine Camillo Olivetti à Ivrée
- Monument au pape Jean XXIII à San Pietro du Vatican (1964-1967)
- La porte en bronze du Dôme d'Orvieto (1970).
- Histoires des saints protecteurs, Chiesa dell'Autostrada del Sole à Campi Bisenzio
- Monument aux Morts de Terezin, République tchèque.
- Sculpture femme assise
- Sculpture femme assise avec la tête sur les genoux
- Le Retour d'Ulysse, Palazzo Tirrenia, Naples

## Sources
- (it) Cet article est partiellement ou en totalité issu de l’article de Wikipédia en italien intitulé « Emilio Greco » (voir la liste des auteurs).